# Blumea elatior
Blumea elatior là một loài thực vật có hoa trong họ Cúc. Loài này được (R.E.Fr.) Lisowski mô tả khoa học đầu tiên năm 1989.